# Hèrcules Farnese
L’Hèrcules Farnese (o Hèracles Farnese) és una còpia romana de marbre de començament del segle iii, obra d'un tal Glicó, de l'escultura original de bronze creada per Lisip al segle iv aC. Es va trobar el 1546 a les Termes de Caracal·la, a Roma i de seguida va passar a formar part de la col·lecció d'escultura clàssica del cardenal Alexandre Farnese, fill del papa Pau III família Farnese. Va decorar durant generacions el Palau Farnese, fins que el 1787 fou traslladada a Nàpols, junt amb tota la Col·lecció Farnese, que es pot contemplar al Museu Arqueològic Nacional.
La figura d'Hèracles, l'heroi grec, personificava el triomf del valor i el coratge de l'home sobre el seguit de proves que li havien estat imposades pels déus gelosos. A ell, fill de Zeus, li havia estat concedit d'obtenir la immortalitat definitiva. En el període clàssic se n'havia accentuat el paper de salvador de la humanitat, però també posseïa defectes mortals com la luxúria i l'avidesa.
La interpretació que en va fer Lisip en bronze volia reflectir aquests aspectes de la seva naturalesa mortal i va atorgar a l'heroi un retrat que va constituir un model durant la resta de l'antiguitat i ha fixat la imatge d'Hèracles en l'imaginari europeu. De fet, a part de la còpia de marbre colossal exhibida a Nàpols, se'n coneixen també dues estatuetes, una de bronze, còpia hel·lenística o romana, trobada a Foligno i que es conserva a París, al Museu del Louvre, i una de marbre, probablement grega o del període romà, que es pot contemplar al Museu de l'Antiga Àgora d'Atenes.
L'estàtua representa l'heroi fatigat a l'acabament dels seus treballs que descansa recolzant-se a la clava (el seu bastó) a manera de crossa; damunt la clava hi ha pell del lleó de Nemea, mort per Hèracles en un dels seus treballs. Amb la mà dreta, darrere l'esquena, l'heroi aguanta les pomes d'or del jardí de les Hespèrides, que li asseguraran la vida eterna. Però en la figura es representa el cansament de l'home. La massissa musculatura fa la impressió d'una potència exhausta.
L'Hèrcules Farnese, de 317 cm d'altura, fou molt cèlebre entre els romans i se n'han trobat còpies en palaus i gimnasos romans; una altra de més basta es trobava també al pati del Palau Farnese (l'anomenat Hèrcules Llatí); una altra amb la inscripció simulada «Lykippos» (tot i que probablement antiga) es va estar al pati del Palau Pitti de Florència fins al segle xvi.
L'estàtua fou reconstruïda i restaurada en diverses etapes. Segons una carta de Guglielmo della Porta, deixeble de Miquel Àngel, que fou qui va fer les gestions per al cardenal Farnese, el cap el van trobar per separat en un pou del Trastevere. La mà i l'avantbraç esquerres, que hi faltaven, foren substituïts per una reconstrucció en guix. Les cames, per la seva banda, es van donar per perdudes i li van encarregar al mateix Della Porta que en fes unes altres; es veu que l'obra fou tan reeixida que, quan més endavant es van trobar les cames originals en unes excavacions posteriors a les Termes de Caracal·la, les cames substitutòries s'hi van deixar per consell de Buonarroti, per demostrar que els escultors moderns no tenien res a envejar als clàssics. Les cames originals, que es trobaven a la Col·lecció Borghese, no es van restituir a l'estàtua fins al 1787. Goethe, en el seu Viatge a Itàlia, explica la impressió que li va causar veure l'escultura amb cada joc de cames diferent i es meravella de la clara superioritat de les originals.
La fama de l'Hèrcules que hi havia al pati del Palau Farnese es va escampar per mitjà de tota una sèrie de gravats: l'Speculum Romanae Magnificentiae ('Mirall de la Magnificència Romana', 1562), Goltzius (1590-1591), Rubens, etc. el van fer conèixer al públic occidental. Fins i tot va estar a punt d'anar a parar al Louvre durant l'època napoleònica, a requeriment de l'emperador.
Després de la troballa de l'estàtua a Roma, el 1574 Diego de Pesquera va realitzar a Sevilla la primera gran còpia de l'Hèrcules Farnese, destinada a coronar una de les dues columnes –l'altra és dedicada a Juli Cèsar– que emmarquen el jardí públic de La Alameda de Hércules, el més antic dels conservats a Europa. El Farnese es va fer tan cèlebre que als segles xvii i xviii se'n van fer còpies arreu d'Europa: una d'escala natural pertanyent als Borbons napolitans que ara és també al Museu de Nàpols; una versió colossal de 8,5 m al parc de Wilhelmshöhe, a Kassel; una també de mida natural al castell de Vaux-le-Vicomte, una al palau de Versalles, una de plom al castell de Blair (Escòcia), etc.

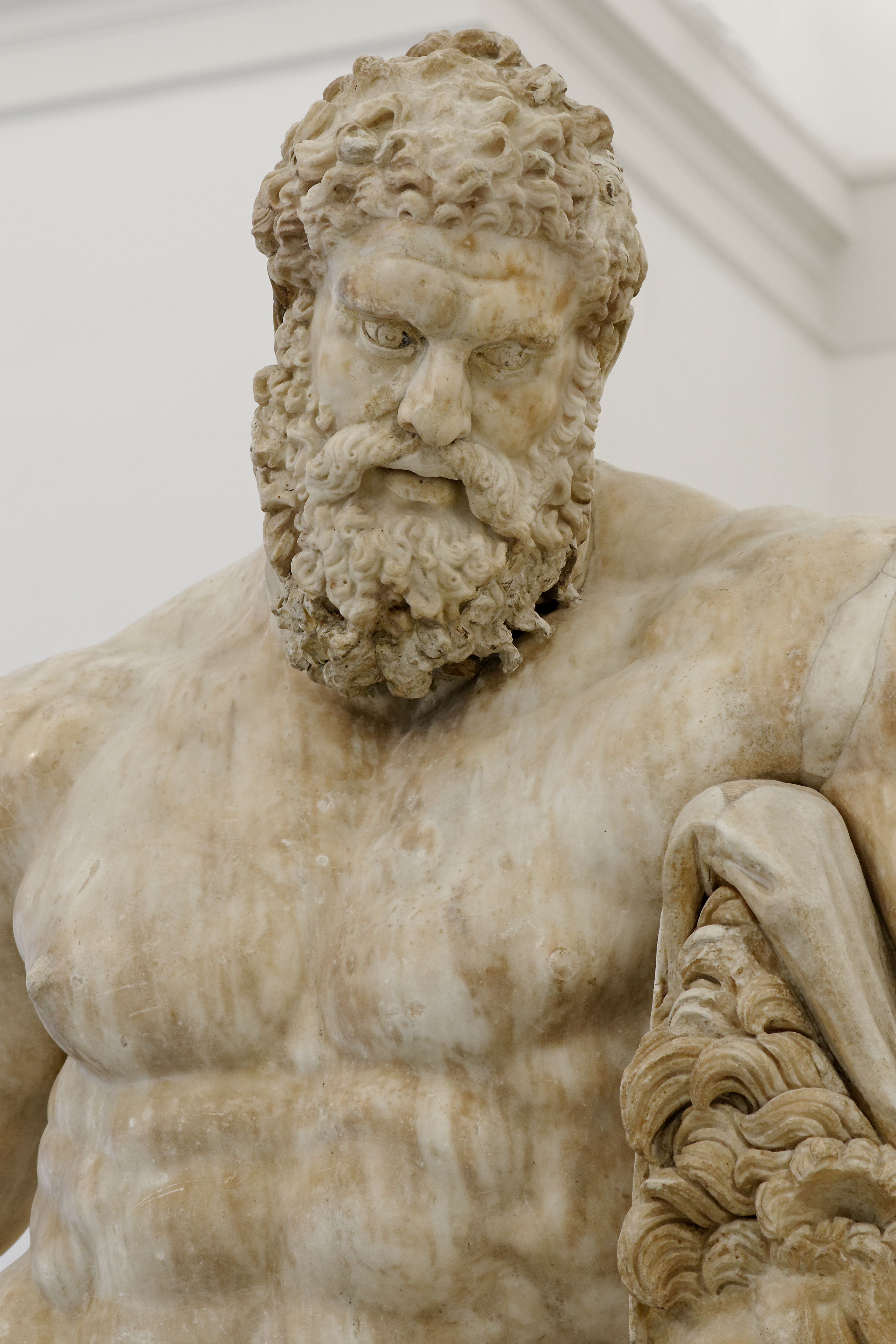
Detall de l'Hèrcules Farnese de Glicó, al Museu de Nàpols
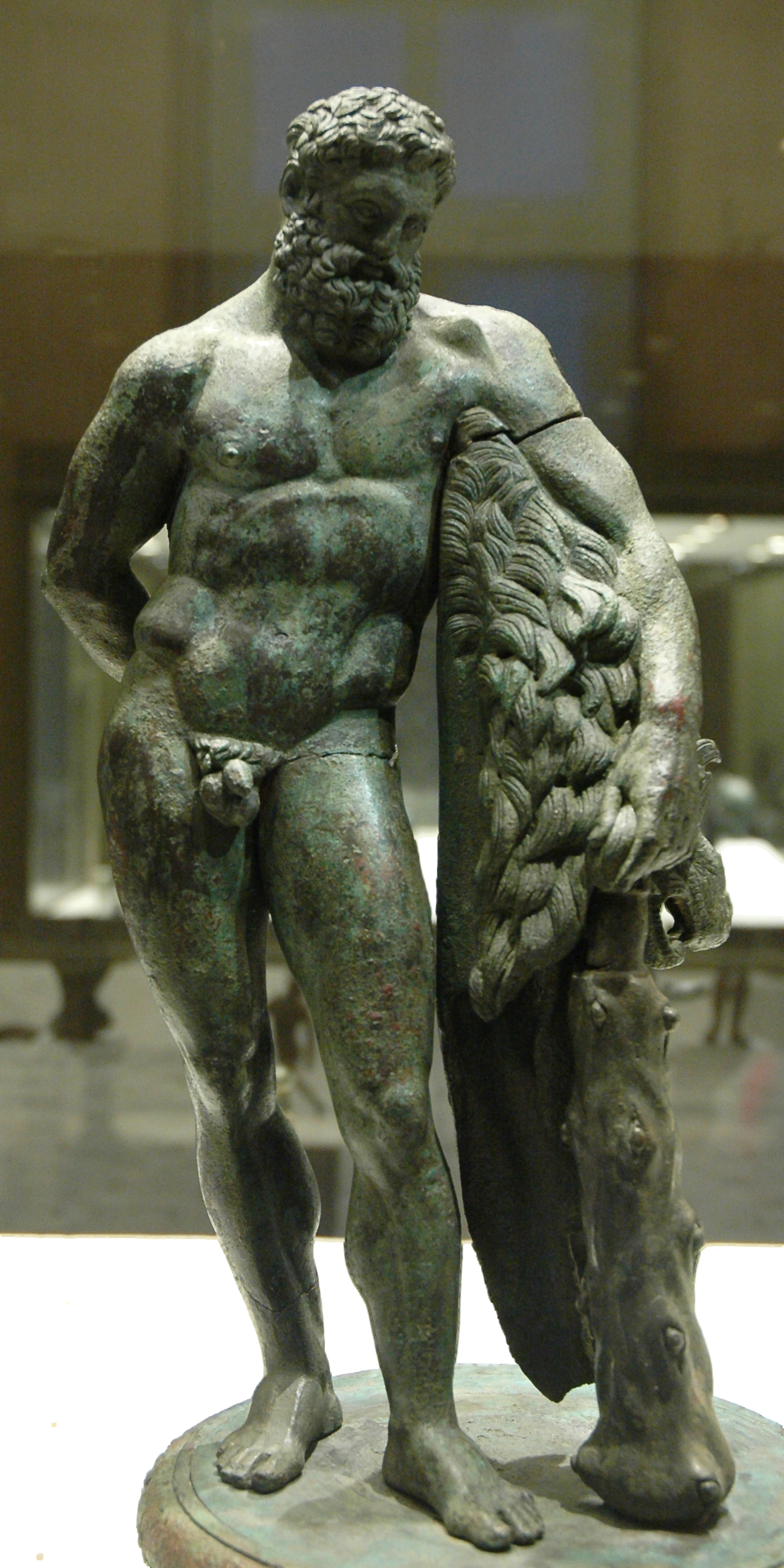
Estatueta de bronze trobada a Foligno (Museu del Louvre)
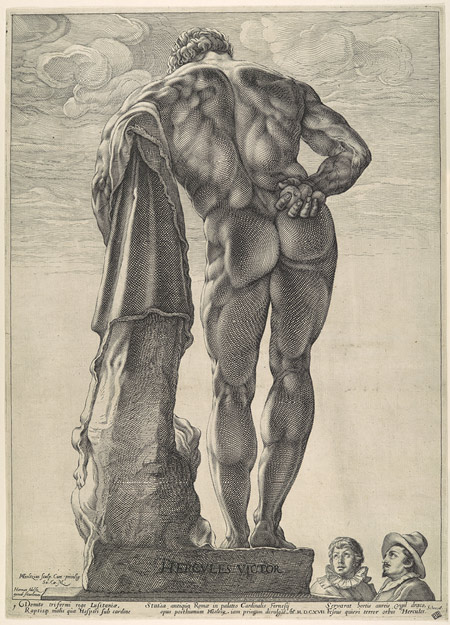
Gravat de Hendrick Goltzius (1591); les persones de la base permeten apreciar-ne l'escala
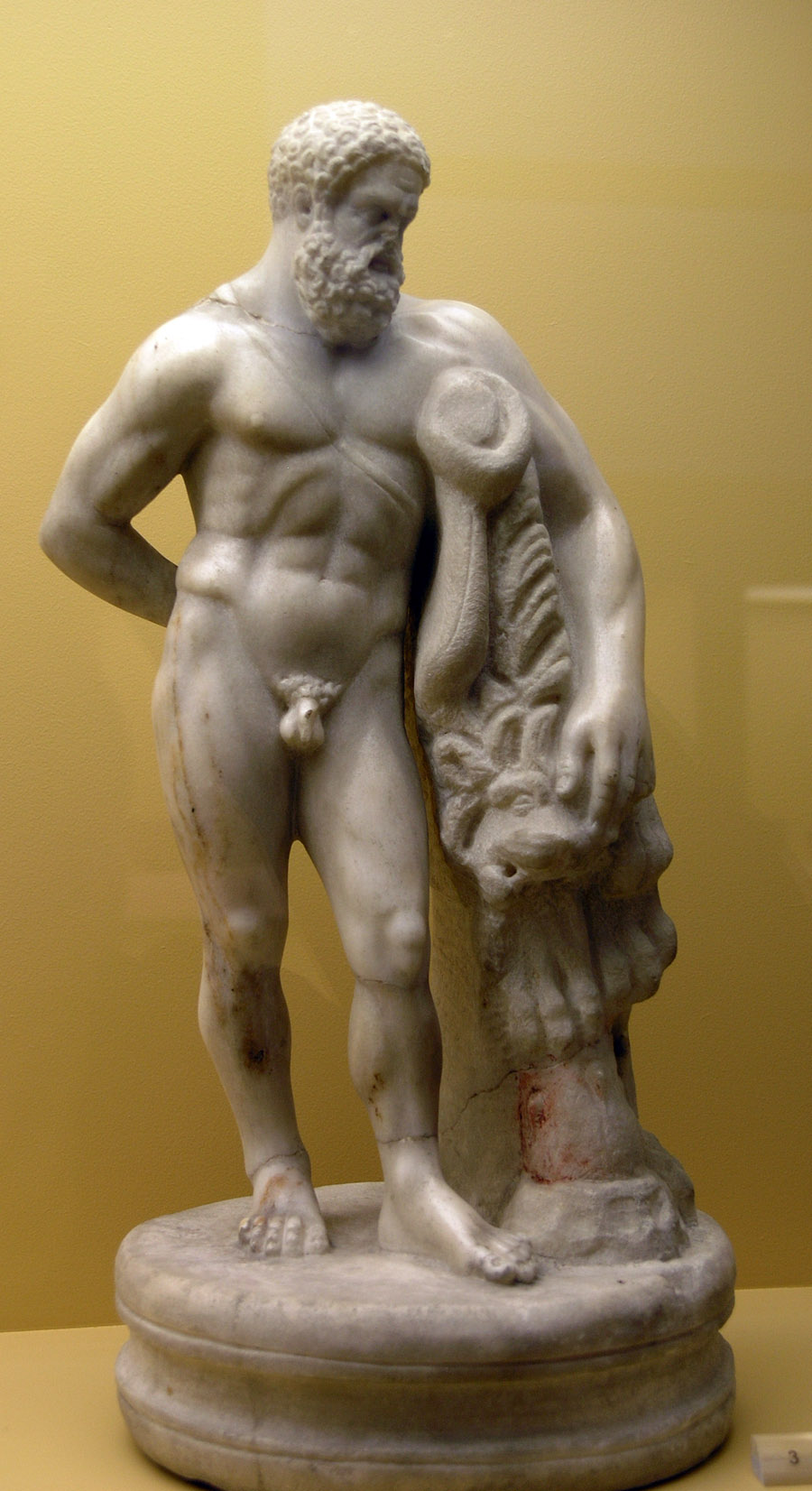
Estatueta de marbre del Museu de l'Antiga Àgora (Atenes)